# Transitgas
Transitgas è un gasdotto situato in Svizzera, lungo complessivamente 293 km che si diparte da Wallbach, dove si connette al gasdotto Trans Europa Naturgas Pipeline, e termina a Passo Gries, punto di interconnessione con la rete Snam Rete Gas. Inoltre da Lostorf si sviluppa una diramazione verso Rodersdorf, punto di interconnessione con la rete di Gaz de France.
La quantità annua di gas naturale, prevalentemente di origine olandese e norvegese, trasportato nei gasdotti di Transitgas sia aggira attorno ai 18 miliardi di metri cubi, di cui circa 2,5 miliardi di metri cubi sono destinati al mercato svizzero.

## Storia
La società proprietaria dell'infrastruttura è Transitgas S.A. fondata a Zurigo il 25 giugno 1971. La prima tratta del gasdotto, da Wallbach a Ruswil, è entrata in funzione nell'aprile 1974. Nel 1994 la linea è stata raddoppiata tra Wallbach e Lostorf. Tra il 1998 ed il 2002 è stato costruito il prolungamento Lostorf-Italia e Lostorf-Francia e una nuova stazione di compressione a Ruswil.

## Proprietà
Come detto, il proprietario dell'infrastruttura è Transitgas S.A., partecipata da Swissgas al 51%, ENI International B.V. al 46% e E.ON Ruhrgas al 3%.
Si occupa anche della manutenzione e dell'esercizio: infatti è stata incaricata da ENI Gas Transport International S.A. (titolare dei diritti di trasporto, amministra e gestisce una parte di Transitgas, commercializza la capacità di trasporto della conduttura e fornisce servizi di trasporto del gas) e da Swissgas, del trasporto del gas naturale.
ENI dal dicembre 2010, ha avviato i processi per la dismissione delle sue partecipazioni.
Il 22 settembre 2011 ENI cede il 46% di Transitgas e il 100% delle azioni di Eni Gas Transport International alla società Fluxys G, partecipata al 90% da Publigas SCRL ed al 10% da Caisse de dépôt et placement du Québec.